# アンドレア・パッツァーリ
アンドレア・パッツァーリ（Andrea Pazzagli、1960年1月18日 - 2011年7月31日）は、イタリア出身の元サッカー選手。ポジションはGK。

## 経歴
フィオレンティーナのプリマベーラ出身。
1989年にACミランに加入すると、2シーズン目にはジョバンニ・ガッリからポジションをほぼ奪い、2シーズン、ACミランでプレーした。1990年のインターコンチネンタルカップでも先発し、優勝を果たした。
2011年に心筋梗塞により、死去した。

## タイトル
ミラン
- UEFAチャンピオンズリーグ優勝：1989-1990
- UEFAスーパーカップ優勝：1989
- インターコンチネンタルカップ優勝：2回（1989,1990）